# Echemoides aguilari
Echemoides aguilari Platnick & Shadab, 1979 è un ragno appartenente alla famiglia Gnaphosidae.

## Etimologia
Il nome proprio deriva dall'aracnologo e collezionista Pedro Aguilar che nel 1975 ha rinvenuto gli esemplari.

## Caratteristiche
Il maschio si distingue per i lobi disuguali dell'apofisi tibiale retrolaterale; la femmina per i margini dritti dell'epigino.
L'olotipo maschile più grande rinvenuto ha lunghezza totale è di 7,81mm; la lunghezza del cefalotorace è di 3,67mm; e la larghezza è di 2,95mm.

## Distribuzione
La specie è stata reperita in Perù: in alcune località delle regioni di Arequipa, di Ica e di Lima.

## Tassonomia
Al 2015 non sono note sottospecie e dal 1979 non sono stati esaminati nuovi esemplari